# Seguapallene aculeata
Seguapallene aculeata är en havsspindelart som först beskrevs av Stock, J.H. 1954.  Seguapallene aculeata ingår i släktet Seguapallene och familjen Callipallenidae. Inga underarter finns listade i Catalogue of Life.